# Lysiteles conicus
Lysiteles conicus là một loài nhện trong họ Thomisidae.
Loài này thuộc chi Lysiteles. Lysiteles conicus được miêu tả năm 2007 bởi Guo Tang et al..